# Sveti Petar (żupania karlowacka)
Sveti Petar – wieś w Chorwacji, w żupanii karlowackiej, w mieście Ogulin. W 2011 roku liczyła 651 mieszkańców.